# Hyophila holstii
Hyophila holstii är en bladmossart som beskrevs av Brotherus 1894. Hyophila holstii ingår i släktet Hyophila och familjen Pottiaceae. Inga underarter finns listade i Catalogue of Life.